# Prostephanus apax
Prostephanus apax är en skalbaggsart som beskrevs av Pierre Lesne 1930. Prostephanus apax ingår i släktet Prostephanus och familjen kapuschongbaggar. Inga underarter finns listade i Catalogue of Life.